# 中国工艺美术大师
中国工艺美术大师，评选始于1979年，已进行八届。根据《传统工艺美术保护条例》对符合一定条件且长期从事工艺美术制作的人员，由国务院负责传统工艺美术保护工作的部门授予中国工艺美术大师称号。

## 历史
- 1979年至1997年：每四年举行一届，至1997年共举行四届评选，产生205位国家级中国工艺美术大师，评选由轻工业部领导。
- 1998年－2005年：国务院机构改革，中国工艺美术大师评定工作被搁置。
- 2006年：中国工艺美术大师评定工作重启，第五届评选产生161位国家级中国工艺美术大师，评选由发改委领导。
- 2012年：第六届评选产生78位国家级中国工艺美术大师，评选由工业和信息化部、文化部、人力资源社会保障部领导。

## 评选标准
《传统工艺美术保护条例》第十二条：

符合下列条件并长期从事传统工艺美术制作的人员，由相关行业协会组织评审，可以授予中国工艺美术大师称号：
（一）成就卓越，在国内外享有声誉的；
（二）技艺精湛，自成流派的。

## 中国工艺美术大师名单

### 第一届
1979年，33人（排名不分先后）
杨士惠、王树森、夏长馨、金世权、杜炳臣、吴可男、陈占贵、张永寿、柳家奎、陆涵生、张涌涛、袁文蔚、谢杏生、俞樟根、刘传、陈嘉棠、林廷群、林如奎、李娥英、张德礼、翁荣标、王习三、周寿海、高婉玉、楼水明、郭功森、杨厚兴、王锡良、魏聿功、曲熙贵、戴清升、林智成、徐绍青

### 第二届
1988年，63人（排名不分先后）
高祥、卢进桥、王林、顾文霞、王金山、施明德、蔡健生、陆光正、周百琦、周宝庭、陈端钿、王殿太、房云璞、叶玉翠、黎仲畦、庄稼、张溢棠、秦锡麟、张松茂、刘金波、孙森、張同祿、李博生、蔚长海、毕尚斌、翟德寿、唐东全、王木东、任慧娴、黄永顺、顾景舟、朱子晖、周泉根、王尚达、叶润周、朱念慈、梁绍基、赵锡祥、王维蕴、王德伦、李克昌、黄淬锋、蒋再谱、梁礼华、陈钟鸣、吴球、赵国垣、彭永兴、查文生、李宗泽、阮文辉、李占文、夏吾才让、李临潘、张东才、杨光辉、刘富安、杨应修、梁树英、龚玉文、黎铿、萧海春、王仲元

### 第三届
1993年，64人（排名不分先后）
宋世义、郭石林、刘家福、顾永骏、汪寅仙、张心一、汪士伟、张爱廷、倪东方、林亨云、林学善、王恩怀、李进、张广庆、王昭才、邓文科、周金秀、潘楚钜、曾良、郝淑萍、何鄂、杨世昌、冯道明、郭效儒、周道生、崔洁、薛龙冠、米振雄、蒋蓉、徐秀棠、吕尧臣、朱枫、周巽先、殷濂君、周爱珍、蒋雪英、陈亚先、张宇、张晓飞、喻湘涟、高公博、冯文土、许兴泰、吴川、王和举、黄时中、郑益坤、陈贻谟、冯乃藻、李凯云、刘宗凡、黄明章、常世琪、陈思碧、刘泽棉、廖洪标、梅文鼎、吴松龄、唐自强、王隆夫、傅周海、关宝琮、王少卿、薛生金

### 第四届
1997年，45人（排名不分先后）
崔学山、张汝财、金阿山、袁嘉骐、罗代奎、潘德月、王树文、王耀堂、张京羊、江春源、徐汉棠、周锦云、虞金顺、卢思立、冯久和、刘克唐、苏万祥、宋定国、刘爱云、德庆、章永桐、李定宁、刘远长、戴荣华、张志平、戴嘉林、徐绍清、谭泉海、柳成荫、王南仙、赵如柏、李玉坤、吴初伟、嵇锡贵、徐朝兴、陈克、王文瑛、张育贤、熊钢如、徐庆庚、黄松坚、李人帡、洛桑旺久、次仁平措、强巴格桑

### 第五届
2006年，161人（排名不分先后）
柴慈继、程淑美、崔奇铭、费宝龄、霍铁辉、姜文斌、李春珂、柳朝国、钱美华、时金兰、双起翔、王希伟、文乾刚、杨根连、殷秀云、袁广如、钟连盛、李遊宇、梁端玉、刘红宝、刘忠荣、宋菁、吴德升、陈海龙、周百均、周长兴、陈阿金、陈水琴、郭琳山、金全才、林邦栋、临福照、林汉立、卢光华、毛正聪、汤春甫、王笃纯、夏侯文、姚正华、虞定良、周金甫、朱炳仁、陈明伟、鲍志强、池家骏、高毅进、顾绍培、黄培中、金文、李昌鸿、王殿祥、吴元新、肖剑波、薛春梅、余福臻、张玉英、周桂珍、冯杰、何叔水、黄卖九、赖德全、李菊生、李文跃、宁勤征、饶晓晴、王怀俊、熊建新、徐亚凤、杨苏明、余仰贤、方文桃、郭懋介、林发述、林飞、林庆财、林元康、潘泗生、佘国平、苏清河、王祖光、吴学宝、吴祖赞、叶子贤、郑修铃、蔡水况、陈培臣、陈少芳、李小聪、刘炳、潘柏林、王芝文、杨玉榕、余培锡、张民辉、张庆明、吴锦华、陈文增、郭书荣、刘立忠、宋建国、滕腾、邰长庚、孔相卿、吴元全、仵应文、杨志、龙从发、路光荣、陈扬龙、江再红、王坚义、王文定、叶水云、卜范增、邹立友、王孝诚、张殿英、张明文、梁中秀、胡深、李继友、孟树锋、邰立平、汪天稳、张树珉、张铁山、储金霞、卢山义、王祖伟、袁洪滨、杨克全、张玉珍、包英志、刘静兰、刘林阁、张向东、更登达吉、斗尕、启加、西合道、龚道勇、邓都、姜栓兰、杨志忠、单秀梅、马进贵、段国梁、赖庆国、谭湘光、杨似玉、傅作仁、刘斌、彭祖述、柯愈敏、刘雍、格桑次旦、拉巴次仁、张明娟、阎仲雄、刘守本、李艳、牛克思、萧剑波

### 第六届
2012年，78人（排名不分先后）
白静宜、曹加勇、曹亚麟、曹志涛、陈礼忠、陈文斌、陈益晶、陈毅谦、崔磊、邓友谱、冯宇平、付国顺、甘而可、辜柳希、何福礼、洪新华、黄丽娟、黄泉福、黄小明、焦宝林、柯逢荣、李得浓、李凤荣、李一新、李竹玲、利成世、梁佩阳、林观博、林仕元、刘嘉峰、刘同保、刘伟、柳建新、陆莲莲、吕存、罗布占堆、罗海、孟德芝、娘本、邱含、沈建元、沈新培、石飚、田健桥、童永全、王笃芳、王光明、王国利、王鹏、王树昌、王素花、翁耀祥、邬建美、吴通英、谢华、邢伟中、熊声贵、徐经彬、杨国政、杨锐华、杨曙华、叶萌春、殷炳君、殷俊廷、于雪涛、俞军、曾瑾、张爱光、张来喜、张绍斌、张铁城、赵国安、赵红育、赵建忠、赵敏（新疆维吾尔自治区）、郑国明、钟汝荣、周东正

### 第七届
2018年，89人（排名不分先后）
寸发标、万紫、王一君、王经民、王冠军、王淑凝、毛国强、白耀华、包天伟、朱军成、任星航、刘比建、刘文斌、刘永森、刘延山、刘红立、刘宝玮、刘静波、孙燕明、李先海、李志刚、李露、杨青、杨莉、杨德金、连紫华、吴尧辉、吴鸣、邹英姿、汪明、沈国兴、张炳光、陈小甫、陈军、陈明良、陈烈汉、陈新华、林东、林霞、罗布斯达、罗利香、罗藏旦巴、季益顺、周云峰、周信兴、郑幼林、郑春晖、郑寒、宗者拉杰、孟玉松、赵春明、胡兆雄、钟锦德、施德泉、姚建萍、贺兴文、袁新根、夏吾角、钱高潮、倪成玉、徐土龙、徐伟军、陶昌鹏、黄文寿、黄永平、黄志伟、黄克刚、黄宝庆、黄福华、曹永盛、麻双鸣、梁金凌、葛军、蒋国兴、蒋喜、程飞、程美华、傅长敏、赖礼同、满建民、蔡泽荣、裴永中、阚凤祥、翟惠玲、樊军民、潘成松、潘惊石、潘啓慧、薛晓东

### 第八届
2022年，108人（排名不分先后）
丁虹、马文侠、马志东、王卫平、王金忠、王建、王晓丽、王磊、扎西尖措、尹利萍、卢伟孙、叶小鹏、叶品勇、叶福欢、史延春、史俊贤、母炳林、成新湘、当周加、吕俊杰、伍炳亮、仵孟超、华健、刘小平、刘传斌、次嘎、许瑞峰、孙云毅、孙燕云、牟湘波、苏然、杜永卫、李中庆、李正云、李东、李守才、李静、李慧同、杨晓锋、杨曦、吴文忠、吴孔德、吴灶发、吴晓平、吴渭阳、吴德强、汪德海、宋志辉、宋春国、张小红、张木芳、张利梓、张建奎、张效裕、张清雷、张德和、陆岩、陈云华、陈明志、苗长强、苗炜、范安琪、林永平、林建胜、易龙华、金永才、金吉、金家虹、庞大伟、庞永辉、郑士儒、郑则评、郑剑夫、项德胜、赵中良、俞挺、哀警卫、施森彬、姜锋春、洪建华、姚惠芬、袁长君、袁师永、莫伟坤、贾会成、钱美荣、徐永丽、徐岚、高英坡、郭爱和、郭海博、黄双水、黄伟雄、黄雯、黄景藏、曹爱勤、康宁、彭萍、韩威壮、程永安、傅军民、傅绍相、谢强、雷天勇、蔺涛、廖春妹、熊松涛、薛宏权